# Amors Spilopper
Amors Spilopper er en stumfilm instrueret af ubekendt.